# Tamburello
El Tamburello és una corba difícil (ràpida i tancada) del circuit de Formula 1 d'Imola.
L'escapatòria era molt petita i això feia que fos una corba molt perillosa en cas d'accident. Malauradament aquesta corba va passar a la història de la Formula 1 per ser la corba on Ayrton Senna va perdre la seva vida l'1 de maig de 1994 al fallar la direcció del seu vehicle. Durant el mateix Gran Premi, durant els entrenaments Roland Ratzenberger també va perdre la vida. Malgrat aquests tràgics accidents la corba era considerada per molts aficionats una de les marques diferenciadores del circuit.
Des de les morts d'Ayrton Senna i Roland Ratzenberger s'ha modificat radicalment la forma de la corba per incrementar la seguretat, tot i així alguns entusiastes de la categoria s'han queixat que els canvis han disminuït el caràcter i la dificultat del circuit. La GPDA, en canvi, sempre s'ha mostrat a favor d'aquests canvis per assegurar la seguretat dels pilots. Tamburello ha vist altres incidents seriosos en els successius anys, el més rellevant un accident de Gerhard Berger l'any 1989 quan el seu Ferrari va xocar contra la paret que limita el circuit i es va encendre. El pilot va sobreviure malgrat patir greus cremades.